# Obriini
Los obriínos (Obriini) son una tribu de coleópteros crisomeloideos de la familia Cerambycidae. Con 43 géneros se distribuye en todos los continentes excepto la Antártida. La mayor diversidad de la tribu se encuentra en las Indias Occidentales, en América del Sur y el Sudeste Asiático.

## Géneros
Tiene los siguientes géneros:
- Agnitosternum Jordan, 1894
- Anatolobrium Adlbauer, 2004
- Anisogaster Deyrolle, 1862
- Bolivarita Escalera, 1914
- Calobrium Fairmaire, 1903
- Capezoum Adlbauer, 2003
- Capobrium Adlbauer, 2006
- Chinobrium Gressitt, 1937
- Clavobrium Adlbauer, 2008
- Cleistimum Thomson, 1878
- Comusia Thomson, 1864
- Conobrium Aurivillius, 1927
- Duffyoemida Martins, 1977
- Falsallophyton Lepesme, 1953
- Falsobrium Pic, 1926
- Hologaster Vinson, 1961
- Hypomares Thomson, 1864
- Ibidiomimus Pic, 1922
- Ibidionidum Gahan, 1894
- Idobrium Kolbe, 1902
- Iphra Pascoe, 1869
- Iranobrium Villiers, 1967
- Laosobrium Holzschuh, 2007
- Longipalpus Montrouzier, 1861
- Mythozoum Thomson, 1878
- Nitidobrium Adlbauer, 2009
- Obrioclytus Adlbauer, 2000
- Obrium Dejean, 1821
- Oculobrium Adlbauer, 2004
- Oemida Gahan, 1904
- Ossibia Pascoe, 1867
- Oxilus Buquet, 1856
- Pseudiphra Gressitt, 1935
- Pseudoculobrium Adlbauer, 2010
- Spathuliger Vinson, 1961
- Spiniphra Hayashi, 1961
- Stenhomalus White, 1855
- Synobrium Kolbe, 1893
- Tillomimus Dillon & Dillon, 1952
- Transvaalobrium Adlbauer, 2001
- Uenobrium Niisato, 2006
- Yemenobrium Adlbauer, 2005
- Zimbabobrium Adlbauer, 2000